# Nekrolog August 2001
Nekrolog
◄◄
| ◄
| 1997
| 1998
| 1999
| 2000
| 2001 | 2002 | 2003 | 2004 | 2005 | ► | ►►
Januar |
Februar |
März |
April |
Mai |
Juni |
Juli |
August |
September |
Oktober |
November |
Dezember 2001
Weitere Ereignisse | Allgemeiner Nekrolog 2001
Die Beschreibung der verstorbenen Person sollte so kurz wie möglich gehalten sein und nur deren signifikante Tätigkeit(en) enthalten.
Neue Namen ggf. auch unter dem Geburts- und Sterbedatum, also etwa unter 1. Januar und im Geburts- und Sterbejahr (2024) eintragen (nur bei entsprechender großer Wichtigkeit). Für Beispiele siehe die schon vorhandenen Artikel.
Außerdem über die fünf zuletzt Verstorbenen, zu denen es einen ausreichend guten Artikel für eine Präsentation auf der Hauptseite gibt, nach der todesbedingten Überarbeitung der Artikel ggf. auch unter Wikipedia Diskussion:Hauptseite informieren und sie am besten auch in den anderen Wikipedia-Sprachversionen eintragen. Tipp: Regelmäßig bei news.google.de nach „ist tot“, „gestorben“ oder „verstorben“ suchen.
Wenn eine Person gestorben ist, gibt es viele Seiten zu dieser Person in der Wikipedia, die davon auch betroffen sind und entsprechend aktualisiert werden müssen. Beispiele: Namenübersichtsseite, Geburtsjahr, Geburtsort-Seiten und viele mehr.
Wie finde ich die betroffenen Seiten?
Im Suchfeld auf der linken Seite gibt man den Suchbegriff so ein: „Vorname Nachname“. Dann klickt man auf Volltext und alle Seiten mit entsprechendem Suchtext werden aufgerufen. Hier sieht man dann schnell, wo auch das Todesjahr Sinn macht oder sogar ein Teil des Artikels angepasst werden muss. Auch hilft das „Werkzeug“ auf der linken Seite sehr gut, um solche Seiten aufzufinden: „Links auf diese Seite“. Somit ist die Wikipedia wieder aktuell in allen Bereichen! Hinweis: bei Eintragung der Kategorie „Gestorben JAHR“ wird der Missbrauchsfilter 49 ausgelöst, was jedoch nicht schlimm ist. Siehe: Spezial:Missbrauchsfilter/49
Dies ist eine Liste von im August 2001 verstorbenen bekannten Persönlichkeiten. Die Einträge erfolgen innerhalb der einzelnen Daten alphabetisch sortiert. Tiere sind im Nekrolog für Tiere zu finden.

## August
| Tag        | Name                                  | Beruf, bekannt als                                                                                              | Alter | Beleg |
| ---------- | ------------------------------------- | --- | ----- | ----- |
| 1. August  | Jay Chamberlain                       | US-amerikanischer Rennfahrer                                                                                    | 75    |       |
| 1. August  | Wilhelm Ernst                         | deutscher katholischer Moraltheologe                                                                            | 73    |       |
| 1. August  | Horst Hübsch                          | deutscher Künstler                                                                                              | 49    |       |
| 1. August  | Adalbert Pall                         | rumänischer Fußballspieler                                                                                      | 83    |       |
| 1. August  | Mario Perazzolo                       | italienischer Fußballspieler und -trainer                                                                       | 90    |       |
| 1. August  | Korey Stringer                        | US-amerikanischer American-Football-Spieler                                                                     | 27    |       |
| 1. August  | Karol Szenajch                        | polnischer Eishockeyspieler                                                                                     | 94    |       |
| 1. August  | Nicolae Tătaru                        | rumänischer Fußballspieler und -trainer                                                                         | 69    |       |
| 1. August  | Reginald Thomas                       | österreichischer Diplomat                                                                                       | 73    |       |
| 2. August  | Samuel Clifford Adams Jr.             | US-amerikanischer Entwicklungshelfer und Diplomat                                                               | 80    |       |
| 2. August  | Valerie Davies                        | britische Schwimmerin                                                                                           | 89    |       |
| 2. August  | Adolf Hezinger                        | deutscher Diplomat                                                                                              | 96    |       |
| 2. August  | Otto Ernest Weber                     | rumänischer Politiker (Rumänische Ökologische Partei)                                                           | 80    |       |
| 2. August  | Werner Wirthle                        | deutscher Verleger                                                                                              | 92    |       |
| 3. August  | Franz Josef Bach                      | deutscher Ingenieur, Diplomat und Politiker (CDU), MdB                                                          | 84    |       |
| 3. August  | Louis Chevalier                       | französischer Historiker                                                                                        | 90    |       |
| 3. August  | Leo-Karel Jozef De Kesel              | belgischer katholischer Bischof                                                                                 | 97    |       |
| 3. August  | Konstantin Frick                      | deutscher Bildhauer und Architekt                                                                               | 94    |       |
| 3. August  | Christopher Hewett                    | britischer Schauspieler                                                                                         | 79    |       |
| 3. August  | Walter Hoffmann-Axthelm               | deutscher Facharzt für Mund-, Kiefer- und Gesichtschirurgie und Medizinhistoriker                               | 93    |       |
| 3. August  | Hans Holt                             | österreichischer Schauspieler                                                                                   | 91    |       |
| 3. August  | Hans-Ludwig Jessberger                | deutscher Bauingenieur                                                                                          | 68    |       |
| 3. August  | Frank Pakenham, 7. Earl of Longford   | britischer Politiker und Sozialreformer                                                                         | 95    |       |
| 3. August  | Stefan Rachoń                         | polnischer Geiger und Dirigent                                                                                  | 95    |       |
| 3. August  | Vlasta Schönová                       | tschechisch-israelische Schauspielerin                                                                          | 81    |       |
| 4. August  | Claude Bloodgood                      | US-amerikanischer Mörder und Schachspieler                                                                      | 64    |       |
| 4. August  | Franz Harrer                          | österreichischer Skisportler                                                                                    | 93    |       |
| 4. August  | Gerhard Langmann                      | österreichischer Archäologe                                                                                     | 68    |       |
| 4. August  | Lorenzo Music                         | US-amerikanischer Synchronsprecher, Fernsehproduzent und Drehbuchautor                                          | 64    |       |
| 5. August  | Otema Allimadi                        | ugandischer Politiker                                                                                           | 72    |       |
| 5. August  | Iskra Babitsch                        | sowjetische bzw. russische Filmregisseurin und Drehbuch-Autorin                                                 | 69    |       |
| 5. August  | Mychajlo Bilyj                        | ukrainischer Parlamentspräsident, Physiker und Universitätsrektor                                               | 78    |       |
| 5. August  | Erich Böhme                           | deutscher Bauingenieur und Architekt                                                                            | 75    |       |
| 5. August  | Ingo Braecklein                       | deutscher Geistlicher, Bischof der Evangelischen Landeskirche von Thüringen, inoffizieller Mitarbeiter der D... | 94    |       |
| 5. August  | Dương Văn Minh                        | südvietnamesischer Politiker und General                                                                        | 85    |       |
| 5. August  | Aaron Flahavan                        | englischer Fußballtorhüter                                                                                      | 25    |       |
| 5. August  | Hans Hattop                           | deutscher Maler und Grafiker                                                                                    | 76    |       |
| 5. August  | Jürgen Alexander Heß                  | deutscher Illustrator                                                                                           | 58    |       |
| 5. August  | Bahne Rabe                            | deutscher Ruderer                                                                                               | 37    |       |
| 5. August  | Elisabeth Ried                        | deutsche Schauspielerin und Synchronsprecherin                                                                  | 85    |       |
| 6. August  | Jorge Amado                           | brasilianischer Schriftsteller                                                                                  | 88    |       |
| 6. August  | Willi Brockmann                       | deutscher Ingenieur                                                                                             | 77    |       |
| 6. August  | Robert Dunham                         | US-amerikanischer Schauspieler                                                                                  | 70    |       |
| 6. August  | Daniel Eggers                         | deutscher rechtsradikaler Liedermacher                                                                          | 26    |       |
| 6. August  | Wassili Dmitrijewitsch Kusnezow       | sowjetischer Leichtathlet                                                                                       | 69    |       |
| 6. August  | Wilhelm Mohnke                        | deutscher SS-Brigadeführer und Generalmajor der Waffen-SS                                                       | 90    |       |
| 6. August  | Nils Svärd                            | schwedischer Skilangläufer                                                                                      | 93    |       |
| 6. August  | Reinhold W. Timm                      | deutscher Kunstmaler und Schauspieler                                                                           | 69    |       |
| 6. August  | Dorothy Tutin                         | britische Schauspielerin                                                                                        | 71    |       |
| 7. August  | Larry Adler                           | US-amerikanischer Mundharmonikaspieler                                                                          | 87    |       |
| 7. August  | Paul Averitt                          | US-amerikanischer Soldat der US Army                                                                            | 78    |       |
| 7. August  | Piotr Bednarczyk                      | polnischer katholischer Bischof                                                                                 | 87    |       |
| 7. August  | Hans-Walter Buch                      | deutscher Kapitän                                                                                               | 89    |       |
| 7. August  | Josef Steinböck                       | österreichischer Politiker (ÖVP), Landtagsabgeordneter, Mitglied des Bundesrates                                | 73    |       |
| 7. August  | Ernest Warburton                      | britischer Musikwissenschaftler                                                                                 | 64    |       |
| 8. August  | Zoltán Bátovský                       | slowakischer Eishockeyspieler                                                                                   | 22    |       |
| 8. August  | Lothar Bellag                         | deutscher Schauspieler und Regisseur                                                                            | 70    |       |
| 8. August  | Jean Dorst                            | französischer Ornithologe                                                                                       | 77    |       |
| 8. August  | Gerda Rottschalk                      | deutsche Journalistin und Schriftstellerin                                                                      | 81    |       |
| 8. August  | Nora Sayre                            | US-amerikanische Journalistin und Filmkritikerin                                                                | 68    |       |
| 8. August  | Paul Vaessen                          | englischer Fußballspieler                                                                                       | 39    |       |
| 9. August  | Jacky Boxberger                       | französischer Mittel- und Langstreckenläufer                                                                    | 52    |       |
| 9. August  | Noël Kokora-Tekry                     | ivorischer Geistlicher, katholischer Bischof                                                                    | 79    |       |
| 9. August  | Dieter Manzke                         | deutscher Obdachloser, Opfer rechter Gewalt                                                                     | 61    |       |
| 9. August  | Albino Milani                         | italienischer Motorradrennfahrer                                                                                | 90    |       |
| 9. August  | Wolfgang Müller-Lauter                | deutscher Philosoph                                                                                             | 76    |       |
| 9. August  | Otti Pfeiffer                         | deutsche Lyrikerin sowie Kinder- und Jugendbuchautorin                                                          | 70    |       |
| 9. August  | Heinz Schlosser                       | deutscher Kommunist, Sportfunktionär der DDR                                                                    | 79    |       |
| 9. August  | Alec Skempton                         | britischer Ingenieur für Grundbau und Bodenmechanik                                                             | 87    |       |
| 10. August | Lou Boudreau                          | US-amerikanischer Baseballspieler und -manager                                                                  | 84    |       |
| 10. August | Elsa Cavelti                          | Schweizer Sängerin (Alt, Mezzosopran) und Gesangspädagogin                                                      | 94    |       |
| 10. August | Günther Detert                        | deutscher Politiker (CDU), MdL                                                                                  | 72    |       |
| 10. August | Joachim Jänisch                       | deutscher Fußballspieler                                                                                        | 72    |       |
| 10. August | Eberhard Meichsner                    | deutscher Filmproduktionsleiter                                                                                 | 86    |       |
| 10. August | Gianfranco Miglio                     | italienischer Jurist, Politikwissenschaftler und Politiker                                                      | 83    |       |
| 10. August | Dietrich Peltz                        | deutscher Offizier, zuletzt Generalmajor der Luftwaffe im Zweiten Weltkrieg                                     | 87    |       |
| 10. August | Werner Pirchner                       | österreichischer Komponist                                                                                      | 61    |       |
| 10. August | Stanislaw Iossifowitsch Rostozki      | sowjetischer Regisseur und Drehbuchautor                                                                        | 79    |       |
| 10. August | Otto Schulmeister                     | österreichischer Publizist, langjähriger Chefredakteur und Herausgeber der Tageszeitung "Die Presse"            | 85    |       |
| 11. August | Manfred Eglin                         | deutscher Fußballspieler                                                                                        | 65    |       |
| 11. August | Edward Thomas Hall                    | britischer Physiker                                                                                             | 77    |       |
| 11. August | Bob Harris                            | US-amerikanischer Jazzmusiker und Arrangeur                                                                     | 57    |       |
| 11. August | Wolfgang Imle                         | deutscher Politiker (FDP), MdB                                                                                  | 92    |       |
| 11. August | Walter Kempley                        | US-amerikanischer Schriftsteller und Drehbuchautor                                                              | 74    |       |
| 11. August | Gertraud Kietz                        | deutsche Kindergärtnerin/Hortnerin, Jugendleiterin und promovierte Psychologin                                  | 88    |       |
| 11. August | Dietrich Mack                         | deutscher Oberstudiendirektor, Altphilologe und Epigraphiker                                                    | 88    |       |
| 11. August | Isidoro Malmierca                     | kubanischer Politiker (PSP, JS) und Journalist                                                                  | 70    |       |
| 11. August | Shimon Nissenbaum                     | deutscher Unternehmer, Stifter, jüdischer Gemeindevorstand                                                      | 75    |       |
| 11. August | Jacques-Julien-Émile Patria           | römisch-katholischer Bischof von Périgueux                                                                      | 85    |       |
| 11. August | Rudolf Pressberger                    | österreichischer Astronom und Techniker                                                                         | 58    |       |
| 11. August | Percy Stallard                        | britischer Radrennfahrer                                                                                        | 92    |       |
| 11. August | Wolf Strache                          | deutscher Fotograf, Bildjournalist und Verleger                                                                 | 90    |       |
| 12. August | Pierre Klossowski                     | französischer Schriftsteller, Übersetzer und Maler                                                              | 96    |       |
| 12. August | Hans Ladner                           | österreichischer Bildhauer und Hochschullehrer in München                                                       | 70    |       |
| 12. August | Joachim Tzschaschel                   | deutscher Brigadegeneral                                                                                        | 83    |       |
| 12. August | Walter Walker                         | britischer General                                                                                              | 88    |       |
| 13. August | Manuel Alvar                          | spanischer Romanist, Hispanist und Dialektologe                                                                 | 78    |       |
| 13. August | Stephanus du Plessis                  | südafrikanischer Diskuswerfer und Kugelstoßer                                                                   | 71    |       |
| 13. August | John C. Elliott                       | US-amerikanischer Politiker                                                                                     | 82    |       |
| 13. August | Fritz Küffer                          | österreichischer Maler                                                                                          | 90    |       |
| 13. August | Miguel Rodriguez Rodriguez            | US-amerikanischer Ordensgeistlicher, katholischer Bischof                                                       | 70    |       |
| 13. August | Richard Shorr                         | US-amerikanischer Tontechniker                                                                                  | 58    |       |
| 13. August | Otto Stuppacher                       | österreichischer Autorennfahrer                                                                                 | 54    |       |
| 13. August | Stanley West                          | britischer Hochspringer                                                                                         | 88    |       |
| 14. August | Jackie Jenkins                        | US-amerikanischer Kinderdarsteller                                                                              | 63    |       |
| 14. August | Edith Lechtape                        | deutsche Schauspielerin und Fotokünstlerin                                                                      | 79    |       |
| 14. August | Karl Michaelis                        | deutscher Rechtswissenschaftler                                                                                 | 100   |       |
| 14. August | Pavel Schmidt                         | tschechoslowakischer Ruderer                                                                                    | 71    |       |
| 15. August | Richard Chelimo                       | kenianischer Langstreckenläufer                                                                                 | 29    |       |
| 15. August | Sheldon Datz                          | US-amerikanischer Physiker und Chemiker                                                                         | 74    |       |
| 15. August | Kateryna Juschtschenko                | ukrainisch-sowjetische Mathematikerin und Kybernetikerin                                                        | 81    |       |
| 15. August | Peter Mazur                           | niederländischer Physiker                                                                                       | 78    |       |
| 15. August | Roderick Sarell                       | britischer Diplomat                                                                                             | 88    |       |
| 16. August | Dave Barry                            | US-amerikanischer Unterhaltungskünstler, Schauspieler, Komiker sowie Radiomoderator                             | 82    |       |
| 19. August | Art Drelinger                         | US-amerikanischer Jazz- und Unterhaltungsmusiker                                                                | 86    |       |
| 16. August | Abdullah Rıza Ergüven                 | türkischer Schriftsteller, Literaturwissenschaftler, Hochschullehrer                                            |       |       |
| 16. August | Werner Fischer                        | deutscher Chemiker                                                                                              | 98    |       |
| 16. August | Fred Glover                           | kanadischer Eishockeyspieler und -trainer                                                                       | 73    |       |
| 16. August | Götz von Houwald                      | deutscher Diplomat, Ethnologe und Historiker                                                                    | 88    |       |
| 16. August | Etel Kemény                           | österreichisch-südafrikanische Physikerin                                                                       | 82    |       |
| 16. August | Anna Mani                             | indische Physikerin und Meteorologin                                                                            | 82    |       |
| 16. August | Johannes Mischo                       | deutscher Parapsychologe, Professor an der Universität Freiburg im Breisgau                                     | 71    |       |
| 16. August | Hüseyin Doğan Özgöçmen                | türkischer General                                                                                              | 85    |       |
| 16. August | Floyd Spence                          | US-amerikanischer Politiker                                                                                     | 73    |       |
| 16. August | Klaus Wagner                          | deutscher Vielseitigkeitsreiter                                                                                 | 79    |       |
| 17. August | Vytenis Aleškaitis                    | litauischer Politiker, Minister für internationale Wirtschaftsbeziehungen der Republik Litauen                  |       |       |
| 17. August | Hans Fürst                            | deutscher Chemiker                                                                                              | 91    |       |
| 17. August | Charles Palmer                        | englischer Judoka                                                                                               | 71    |       |
| 17. August | Flip Phillips                         | US-amerikanischer Jazzsaxophonist und Klarinettist                                                              | 86    |       |
| 17. August | Christoph Schunck                     | deutscher Autor und Kabarettist                                                                                 | 37    |       |
| 17. August | Hermann Steuri                        | Schweizer Bergführer und Skirennfahrer                                                                          | 91    |       |
| 18. August | Hillel Kook                           | israelischer Zionist und Politiker                                                                              | 86    |       |
| 18. August | Roland Cardon                         | belgischer Komponist                                                                                            | 72    |       |
| 18. August | Philip B. Crosby                      | US-amerikanischer Qualitätsmanager                                                                              | 75    |       |
| 18. August | Rudi Czaja                            | deutscher Politiker (DVU), MdL                                                                                  | 62    |       |
| 18. August | Jack Elliott                          | US-amerikanischer Komponist, Jazzpianist und Arrangeur                                                          | 74    |       |
| 18. August | Giovanni Grazzini                     | italienischer Journalist, Literatur- und Filmkritiker                                                           | 76    |       |
| 18. August | Richard Hansen                        | deutscher Gärtner und Gartenbauwissenschaftler                                                                  | 89    |       |
| 18. August | Franz Heigl                           | deutscher Psychoanalytiker                                                                                      | 81    |       |
| 18. August | Chuck Murphy                          | US-amerikanischer Country- und Rockabilly-Musiker                                                               | 79    |       |
| 19. August | Betty Everett                         | US-amerikanische Soulsängerin                                                                                   | 61    |       |
| 19. August | Itani Jun’ichirō                      | japanischer Anthropologe und Verhaltensforscher                                                                 |       |       |
| 19. August | Mieczysław Jaworski                   | polnischer katholischer Bischof                                                                                 | 71    |       |
| 19. August | Frank Lutz                            | deutscher Politiker (CDU), MdBB                                                                                 | 55    |       |
| 19. August | Jose Madera                           | US-amerikanischer Jazzmusiker                                                                                   |       |       |
| 19. August | Gilberto Martinho                     | brasilianischer Schauspieler                                                                                    | 74    |       |
| 19. August | Emanuel Vasiliu                       | rumänischer Linguist, Romanist und Rumänist                                                                     | 71    |       |
| 19. August | Oskar Weber                           | deutscher Schriftsteller und Radiomacher                                                                        | 88    |       |
| 19. August | Kurt Weitkamp                         | deutscher Schauspieler, Hörspiel- und Synchronsprecher                                                          | 86    |       |
| 19. August | Donald Woods                          | südafrikanischer Jurist und Journalist                                                                          | 67    |       |
| 20. August | Fulvio Antognini                      | Schweizer Jurist und Politiker                                                                                  | 75    |       |
| 20. August | Richard A. Cloward                    | US-amerikanischer Soziologe, Kriminologe und Bürgerrechtler                                                     | 74    |       |
| 20. August | Hainer Hill                           | deutscher Bühnen- und Kostümbildner, Maler, Grafiker und Fotograf                                               | 88    |       |
| 20. August | Edward Augustus Holyoke               | US-amerikanischer Arzt, Anatom und Hochschullehrer                                                              | 93    |       |
| 20. August | Fred Hoyle                            | britischer Astronom, Mathematiker und Schriftsteller                                                            | 86    |       |
| 20. August | Hans Janßen                           | deutscher Politiker (CDU), MdL                                                                                  | 82    |       |
| 20. August | Akın Kuloğlu                          | türkischer Boxer                                                                                                | 29    |       |
| 20. August | Sylvia Millecam                       | niederländische Schauspielerin, Sängerin und Fernsehmoderatorin                                                 | 45    |       |
| 20. August | Kershasp Tehmurasp Satarawala         | indischer Diplomat und Gouverneur                                                                               | 85    |       |
| 20. August | Elieser Schostak                      | israelischer Politiker                                                                                          | 89    |       |
| 20. August | Kim Stanley                           | US-amerikanische Schauspielerin                                                                                 | 76    |       |
| 21. August | Robert A. Fischer                     | Schweizer Autor                                                                                                 | 59    |       |
| 21. August | Kathleen Deery de Phelps              | australisch-venezolanische Ornithologin                                                                         | 92    |       |
| 21. August | Sieglinde Weichert                    | deutsche Schauspielerin, Hörspielsprecherin und Hochschullehrerin                                               | 96    |       |
| 21. August | Wolfgang Wolfring                     | österreichischer klassischer Philologe                                                                          | 75    |       |
| 22. August | Johnny Anderson                       | schottischer Fußballtorhüter                                                                                    | 71    |       |
| 22. August | Tatjana Borissowna Awerina            | sowjetische Eisschnellläuferin                                                                                  | 51    |       |
| 22. August | Otto Borst                            | deutscher Historiker                                                                                            | 77    |       |
| 22. August | Bobby Johnstone                       | schottischer Fußballspieler                                                                                     | 71    |       |
| 22. August | Stefan Kantschew                      | bulgarischer Graphiker                                                                                          | 86    |       |
| 22. August | Olaf Koch                             | deutscher Dirigent                                                                                              | 69    |       |
| 22. August | Kurt Reimann                          | deutscher Opernsänger (Tenor) und Schauspieler                                                                  | 88    |       |
| 23. August | Göran Åberg                           | schwedischer Fußballspieler und -trainer                                                                        | 53    |       |
| 23. August | Joachim Albrecht von Bethmann-Hollweg | deutscher Eishockeyspieler                                                                                      | 89    |       |
| 23. August | Henriette Bie Lorentzen               | norwegische Humanistin, Friedensaktivistin, Feministin und Widerstandskämpferin gegen den Nationalsozialismus   | 90    |       |
| 23. August | Gerhard Bischoff                      | deutscher Geologe                                                                                               | 75    |       |
| 23. August | Carl-Friedrich Fischer                | deutscher Architekt                                                                                             | 91    |       |
| 23. August | Frank Emilio Flynn                    | kubanischer Pianist                                                                                             | 80    |       |
| 23. August | Kathleen Freeman                      | US-amerikanische Schauspielerin                                                                                 | 78    |       |
| 23. August | Herbert Haag                          | römisch-katholischer Schweizer Theologe und Bibelwissenschaftler deutscher Herkunft                             | 86    |       |
| 23. August | Peter Maas                            | US-amerikanischer Journalist und Autor                                                                          | 72    |       |
| 24. August | Jane Greer                            | US-amerikanische Schauspielerin                                                                                 | 76    |       |
| 24. August | Luise Haselmayr                       | deutsche Politikerin (SPD), MdL Bayern                                                                          | 79    |       |
| 24. August | Bernard Heuvelmans                    | belgisch-französischer Zoologe                                                                                  | 84    |       |
| 24. August | Roman Matsov                          | estnischer Dirigent                                                                                             | 84    |       |
| 24. August | Donald A. Prater                      | englischer Literaturwissenschaftler, Diplomat und Schriftsteller                                                | 83    |       |
| 25. August | Aaliyah                               | US-amerikanische Rhythm-and-Blues-Sängerin                                                                      | 22    |       |
| 25. August | Carl Brewer                           | kanadischer Eishockeyspieler                                                                                    | 62    |       |
| 25. August | John Chambers                         | US-amerikanischer Maskenbildner                                                                                 | 77    |       |
| 25. August | Philippe Léotard                      | französischer Schauspieler und Sänger                                                                           | 60    |       |
| 25. August | Bill Pratney                          | neuseeländischer Radrennfahrer                                                                                  |       |       |
| 25. August | Wacław Skomorucha                     | polnischer katholischer Bischof                                                                                 | 86    |       |
| 25. August | Ken Tyrrell                           | britischer Rennfahrer und Gründer des Tyrrell-Formel-1-Teams                                                    | 77    |       |
| 25. August | Hans Joachim Wefeld                   | deutscher Chronist                                                                                              | 74    |       |
| 26. August | Jack O. Bennett                       | US-amerikanischer Zivilpilot, Teilnehmer an der Berliner Luftbrücke                                             |       |       |
| 26. August | Fritz Hodeige                         | deutscher Verleger                                                                                              | 80    |       |
| 26. August | Marita Petersen                       | färöische Pädagogin und Politikerin der Sozialdemokratie                                                        | 60    |       |
| 27. August | Roy C. Anderson                       | kanadischer Parasitologe und Hochschullehrer                                                                    | 75    |       |
| 27. August | Cal Collins                           | US-amerikanischer Jazzgitarrist                                                                                 | 68    |       |
| 27. August | Michael Dertouzos                     | griechisch-US-amerikanischer Informatiker                                                                       | 64    |       |
| 27. August | Huang Wanli                           | chinesischer Ingenieur und Hydrologe                                                                            | 90    |       |
| 27. August | Witold Krzemieński                    | polnischer Komponist, Dirigent und Musikpädagoge                                                                | 92    |       |
| 27. August | Herman Kunnen                         | belgischer Sprinter                                                                                             | 76    |       |
| 27. August | Juan Lechín Oquendo                   | bolivianischer Gewerkschaftsfunktionär und Vizestaatspräsident Boliviens                                        | 89    |       |
| 27. August | Abu Ali Mustafa                       | palästinensischer Politiker, Generalsekretär der PFLP                                                           |       |       |
| 27. August | Franz Nauber                          | deutscher Hornist                                                                                               | 90    |       |
| 27. August | Annemarie Jeanette Neubecker          | deutsche Klassische Philologin                                                                                  | 92    |       |
| 28. August | Norberto Eugenio Conrado Martina      | argentinischer Ordensgeistlicher, katholischer Missionsbischof                                                  | 70    |       |
| 28. August | Käthe Grasegger                       | deutsche Skirennläuferin                                                                                        | 84    |       |
| 28. August | Hubert-Peter Johann                   | deutscher Ingenieur und Umweltexperte                                                                           | 68    |       |
| 28. August | Kenneth Maddocks                      | britischer Kolonialgouverneur                                                                                   | 94    |       |
| 28. August | Lawrence B. Marcus                    | US-amerikanischer Drehbuchautor                                                                                 | 84    |       |
| 28. August | Bobby Martin                          | US-amerikanischer Jazz-Trompeter und Bandleader                                                                 | 98    |       |
| 28. August | Juan Muñoz                            | spanischer Künstler                                                                                             | 48    |       |
| 28. August | Serhij Perchun                        | ukrainischer Fußballtorhüter                                                                                    | 23    |       |
| 28. August | Remy A. Presas                        | philippinischer Kampfkunst-Trainer                                                                              | 64    |       |
| 28. August | Anni Schneider                        | deutsche Politikerin (SPD), MdL                                                                                 | 71    |       |
| 28. August | Ludwig Voit                           | deutscher Pädagoge und Altphilologe                                                                             | 94    |       |
| 29. August | Andrei Wladimirowitsch Anikin         | russischer Ökonom und Schriftsteller                                                                            | 73    |       |
| 29. August | Francisco Rabal                       | spanischer Schauspieler                                                                                         | 75    |       |
| 29. August | Emile Rampelberg                      | französischer Maler und Textildesigner                                                                          | 89    |       |
| 30. August | Julie Bishop                          | US-amerikanische Schauspielerin                                                                                 | 87    |       |
| 30. August | A. F. M. Ahsanuddin Chowdhury         | bangladeschischer Politiker, Staatspräsident von Bangladesch                                                    | 86    |       |
| 30. August | Filip Krajcik                         | österreichischer Tennisspieler und -trainer                                                                     | 46    |       |
| 30. August | Govan Mbeki                           | südafrikanischer Politiker, Führer der Anti-Apartheidsbewegung                                                  | 91    |       |
| 30. August | Heinz-Dietrich Ortlieb                | deutscher Ökonom                                                                                                | 91    |       |
| 30. August | Walter Riedl                          | österreichischer Steuerberater und Politiker (ÖVP), Abgeordneter zum Nationalrat                                | 49    |       |
| 31. August | Paul Hamlyn                           | britischer Publizist und Philanthrop                                                                            | 75    |       |
| 31. August | Heinz Oliberius                       | deutscher Bildhauer                                                                                             | 63    |       |
| 31. August | Christoph Vallaster                   | österreichischer Historiker und Autor                                                                           | 51    |       |
| August     | Spiro Koleka                          | albanischer kommunistischer Politiker                                                                           | 93    |       |
| August     | Charlotte Wasser                      | deutsche Publizistin und Literaturpropagandistin                                                                |       |       |